# Pipette d’Andreasen

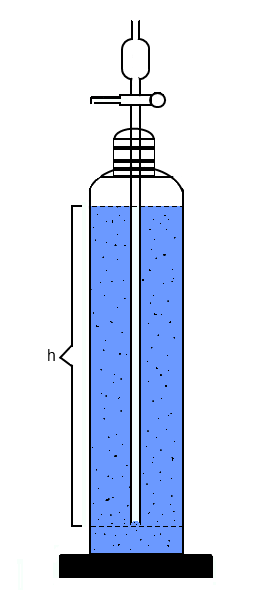
Pipette d'Andreasen

La pipette d'Andreasen est une verrerie de laboratoire utilisée pour déterminer la distribution granulométrique de poudre pouvant être dispersées dans des liquides ou de poudres sous forme de boue liquide. Elle porte le nom de l'inventeur Alfred Andreasen (1896 - 1978). La méthode appartient aux techniques de sédimentométries et est utilisée en génie des procédés et dans l'industrie pharmaceutique.

## Description
L'appareil se compose d'un cylindre de 550 ml et d'une pipette de 10 ml soudée à l'extrémité supérieure du cylindre dans un bouchon rodé. Une échelle indique le niveau de remplissage du liquide.

## Mode opératoire
L'analyse est réalisée en introduisant dans le cylindre une suspension des particules à analyser avec une concentration de l'ordre de 1-2% en masse. La suspension est agitée et placée dans un bain thermostaté. La pipette doit être immergée sur une profondeur de 20 cm (hauteur de liquide initiale) dans cette suspension. Des prélèvements de 10 ml de suspension sont pris avec la pipette (en bas du récipient de sédimentation) à différents moments et la quantité de particules recueillie est déterminée par séchage et pesée.
Dans un premier temps, on peut supposer que les particules en suspension sont également dispersées dans toutes les couches transversales de la suspension. Au fil du temps, la sédimentation des particules a lieu, et selon la loi de Stokes, les plus grosses particules sédimentent plus rapidement que les plus petites.

## Détermination de la taille des particules
La loi de Stokes permet de déterminer à tout moment le diamètre équivalent des particules à partir de la vitesse de sédimentation.
{\displaystyle v={\frac {2\,r^{2}\,g\,\Delta (\rho )}{9\,\mu }}}
avec :
{\displaystyle v}, vitesse limite de chute (en m/s) ;
{\displaystyle r}, rayon de la particule (en m) ;
{\displaystyle g}, accélération de la pesanteur (en m/s2) ;
{\displaystyle \Delta (\rho )=\rho _{p}-\rho _{f}}, différence de masse volumique entre la particule et le fluide (en kg/m3) ;
{\displaystyle \mu }, viscosité dynamique du fluide (en Pa s).
Sachant que : 
{\displaystyle v={\frac {h}{t}}}
avec :
{\displaystyle h}, hauteur de chute ou niveau de liquide (en m) ;
{\displaystyle t}, temps d'échantillonnage (en s) ;
Le rayon des particules est donc :
{\displaystyle r={\sqrt {\frac {9\,\mu \,h}{2\,g\,\Delta (\rho )\,t}}}}

## Limitation
La validité de l'équation de Stokes n'est bonne que lorsque le nombre de Reynolds (Re) est inférieur à 0,2. 
Cette technique est applicable aux poudres :
- ayant une taille de particules entre 1 µm et 100 µm ;
- constituées de particules de même masse volumique et de formes comparables ;
- ne subissant aucun changement chimique ou physique dans le liquide de suspension : ni gonflement, ni dissolution, ni réaction chimique[3] ;
- ayant une masse volumique supérieure à celle du liquide.

L’inconvénient majeur de cette technique est le temps qu’il faut pour récolter les données qui sont parfaitement reproductibles si on procède avec grande précaution.